# Карасевка (Мордовия)
Карасевка — посёлок в Ельниковском районе Республики Мордовия (Россия). Входит в состав Новодевиченского сельского поселения.

## История
Основан в 1920-х годах переселенцами из села Новоусадские Выселки. По данным на 1931 год посёлок Карасевка состоял из 17 дворов входил в состав Новоусадско-Выселковского сельсовета.

## Население
| 2002 | 2010 |
| ---- | ---- |
| 4    | ↘2   |

Национальный состав
Согласно результатам Всероссийской переписи населения 2002 года, в национальной структуре населения русские составляли 100 %.